# Aedes grenieri
Aedes grenieri är en tvåvingeart som beskrevs av Hamon, Service och Adam 1961. Aedes grenieri ingår i släktet Aedes och familjen stickmyggor.
Artens utbredningsområde är Elfenbenskusten. Inga underarter finns listade i Catalogue of Life.